# Nabawiyya Musa
Nabawiyya Musa (àrab: نبوية موسى)  (Zagazig, 17 de desembre de 1886 - Alexandria, 1951) fou una escriptora nacionalista i feminista egípcia que defensà el dret de les dones del seu país a rebre educació.

## Biografia
Nabawiyya Musa nasqué en una ciutat del delta del Nil anomenada Zagazig. El seu pare era un oficial de l'exèrcit egipci a qui mai no arribà a conèixer perquè va morir mesos abans del seu naixement en una expedició al Sudan. La seua mare era una mestressa de casa illetrada que hagué de viure amb la pensió de viduïtat. Va mudar-se al Caire amb els seus dos fills perquè el germà de Musa pogués anar a escola i després ingressar en l'acadèmia militar de la ciutat. Musa entrà en l'escola de primària Abbasiyya. En acabar la formació elemental, Musa volia continuar la seua formació; la seua família, però, s'hi va negar perquè no estava ben vist en aquella època. Musa, però, aconseguí entrar en l'Escola de Secundària Saniyya. Després d'acabar els estudis secundaris treballà com a professora de l'escola primària en què ella mateixa havia estat alumna. Els seus companys homes rebien un salari més elevat per exercir el mateix treball que ella, i l'administració ho justificava perquè ells posseïen el títol de <i>Baccalaureate</i>. Musa, indignada per la situació, decidí presentar-s'hi a l'examen, amb moltes dificultats per a obtenir el permís del Ministeri d'Educació. Com no hi havia escoles governamentals per a dones per a l'obtenció del títol, Musa hagué de preparar l'examen de manera privada. Fou la primera dona egípcia que aconseguí aprovar-lo, fins al 1928. Finalment, Musa volgué entrar en la recentment inaugurada Universitat del Caire, però no li deixaren inscriure's perquè era sols per a homes.

## Professional de l'educació
Després d'aquest rebuig sofert, Musa va poder fer classe en la secció de dones d'aquest mateix centre. El 1909, gràcies al títol de batxiller, Musa fou la primera dona directora d'un col·legi egipci, l'Escola de xiquetes de Faium. Només duraria un any en aquest lloc ja que va tenir problemes amb el governador de la ciutat i la traslladaren a la Facultat de Formació de Professores en Mansura, on va romandre del 1910 al 1914. Musa, que hi exercia la funció d'ajudant de directora del col·legi, també tindria problemes amb la seua superiora britànica i tornaria a traslladar-se. El 1916, assumeix el càrrec de la Facultat de Formació de Professores d'Alexandria fins al 1924. Posteriorment, es convertiria en inspectora d'educació. El 1926, seria expulsada com a inspectora després de realitzar públicament dures crítiques al sistema educatiu governamental i denunciar haver sofert assetjament sexual. El 1926, cansada de les traves administratives, mobilitzà un grup de dones amb alt poder adquisitiu perquè formessin la Societat per a l'Avanç de Dones Joves per a finançar la creació d'escoles primàries per a xiquetes. Hi hagué divisions dins d'aquesta societat pel control del pressupost, així que finalment Musa demanà ajuda financera a Huda Sha'rawi. Finalment, fundà la seua institució privada per a dones amb l'Escola de Primària Tarquiyat al-Fatah i l'Escola de Secundària Banat al-Ashraf. Aquestes dues escoles situades al Caire foren molt populars i Musa dirigí la institució fins al 1942, quan va ser detinguda i li tancaren les institucions. El motiu de la detenció fou haver criticat al primer ministre Nahhas Pasha per acomodar-se a les necessitats dels britànics per la guerra. Musa contractà un advocat feminista, Murqus Fahmi, que l'ajudà a guanyar el cas en els tribunals. Un dels arguments emprats per a defensar la integritat de Musa fou que l'esposa del primer ministre havia estat alumna de Musa en una de les seues escoles. Finalment, Musa es retirà de la vida pública i va morir a Alexandria al 1951.

## Escriptora
Musa va dedicar temps a l'escriptura. Publicà les seues memòries en una columna anomenada Dhikriyyati (Les meues memòries), de manera periòdica en Majallat al-fata (Revista per a dones joves), fundada per ella mateixa. Aplegà totes les seues publicacions en un volum amb el nom de Ta’rikhi bi-qalami (La meua història del meu bolígraf). El seu llibre més important per al feminisme fou La dona i el treball, del 1920.

## Moviment feminista
Nabawiyya Musa s'involucrà en el moviment feminista des de molt jove. En els llibres publicats no utilitza l'argot feminista; les seues idees, però, concorden amb les del moviment. Dedicà tota la seua vida a defensar els drets de les dones a una educació. Fou membre del Moviment Feminista Egipci fundat per Huda Sha’rawi; a diferència d'aquesta, però, que pertanyia a la classe alta, Musa era de classe mitjana. Viatjà amb Huda Sha'arawi i Siza a la Conferència Internacional de l'Aliança de Dones del 1923. En el seu treball com a escriptora, Musa aborda la qüestió sobre les diferències entre homes i dones, molt de moda en aquesta època. Ella rebutjava la idea que hi hagués diferències inherents entre tots dos sexes, defensava que totes aquestes diferències es devien a la construcció social. Argumentava que les dones havien de tenir el dret a una formació superior per a poder escapar d'aquesta situació d'inferioritat. Musa també interpreta que un treball apropiat és una manera d'alliberar la dona. És especialment sensible a la situació de les dones amb baix nivell adquisitiu que es veuen forçades a treballar en llocs de servitud i són explotades sexualment i econòmica. Musa opina que l'argument que deia que l'islam no permetia a les dones treballar era fruit de la ignorància: 
“És injust comparar la ment d'un home urbanita amb la de la seua dona, ¿com es pot comparar la ment d'un home instruït i amb experiència, que s'ha desenvolupat a si mateix, amb la de la seua dona, que ha estat descurada des de la infantesa? La seua ment s'ha oxidat per manca d'ús… Li han reprimit les seues habilitats i l'han protegit de les experiències de la vida abans que la seua ment es desenvolupàs de manera natural.”
És per això que Musa posava tant d'èmfasi en la formació de les dones i esdevingué un símbol a Egipte. Musa creia que estendre l'educació entre les dones era la millor manera d'activisme nacionalista.